# James Jenkins Dossen
James Jenkins Dossen (* 1866 in Maryland, Liberia; † 17. August 1924 in Monrovia) war ein liberianischer Politiker und Hochschullehrer, er war von 1904 bis 1912 liberianischer Vizepräsident. Von 1912 bis 1924 war Dossen als „Chief Justice“ (deutsch: Oberster Richter im Rechtssystem von Liberia) tätig, er war damit einer der mächtigsten und einflussreichsten Männer Liberias.

## Biographie
James Jenkins Dossen wurde 1866 im liberianischen Maryland geboren. Nach dem Studium arbeitete Dossen als Rechtsanwalt und wurde Mitglied der True Whig Party. Im Jahr 1904 absolvierte Dossen gemeinsam mit Arthur Barclay den Präsidentschaftswahlkampf, Barclay gewann und Dossen wurde liberianischer Vizepräsident, der Nachfolger von Joseph D. Summerville. Im Jahr 1912 übernahm Dossen das Amt des Obersten Richter am Supreme Court, das er bis zu seinem Tod im Jahr 1924 innehatte. Bereits als Vizepräsident übernahm Dossen eine Lehrtätigkeit am Liberia College und wurde im Jahr 1913 zum Präsidenten dieser Hochschule gewählt.

## Ehrungen
- 1958 wurde in der Hafenstadt Harper am Cape Palmas das J.J. Dossen Memorial Hospital errichtet und nach dem Politiker benannt.

| Personendaten    | Personendaten            |
| ---------------- | ------------------------ |
| NAME             | Dossen, James Jenkins    |
| ALTERNATIVNAMEN  | Dossen, James J.         |
| KURZBESCHREIBUNG | liberianischer Politiker |
| GEBURTSDATUM     | 1866                     |
| GEBURTSORT       | Maryland                 |
| STERBEDATUM      | 17. August 1924          |
| STERBEORT        | Monrovia                 |